# Bahapal Raya
Bahapal Raya is een bestuurslaag in het regentschap Simalungun van de provincie Noord-Sumatra, Indonesië. Bahapal Raya telt 2495 inwoners (volkstelling 2010).